# Église Saint-Vivien des Églises-d'Argenteuil
L'église Saint-Vivien est une église située aux Églises-d'Argenteuil, dans le département français de la Charente-Maritime en région Nouvelle-Aquitaine.

## Historique
L'église est inscrite au titre des monuments historiques par arrêté de 1949.

## Galerie

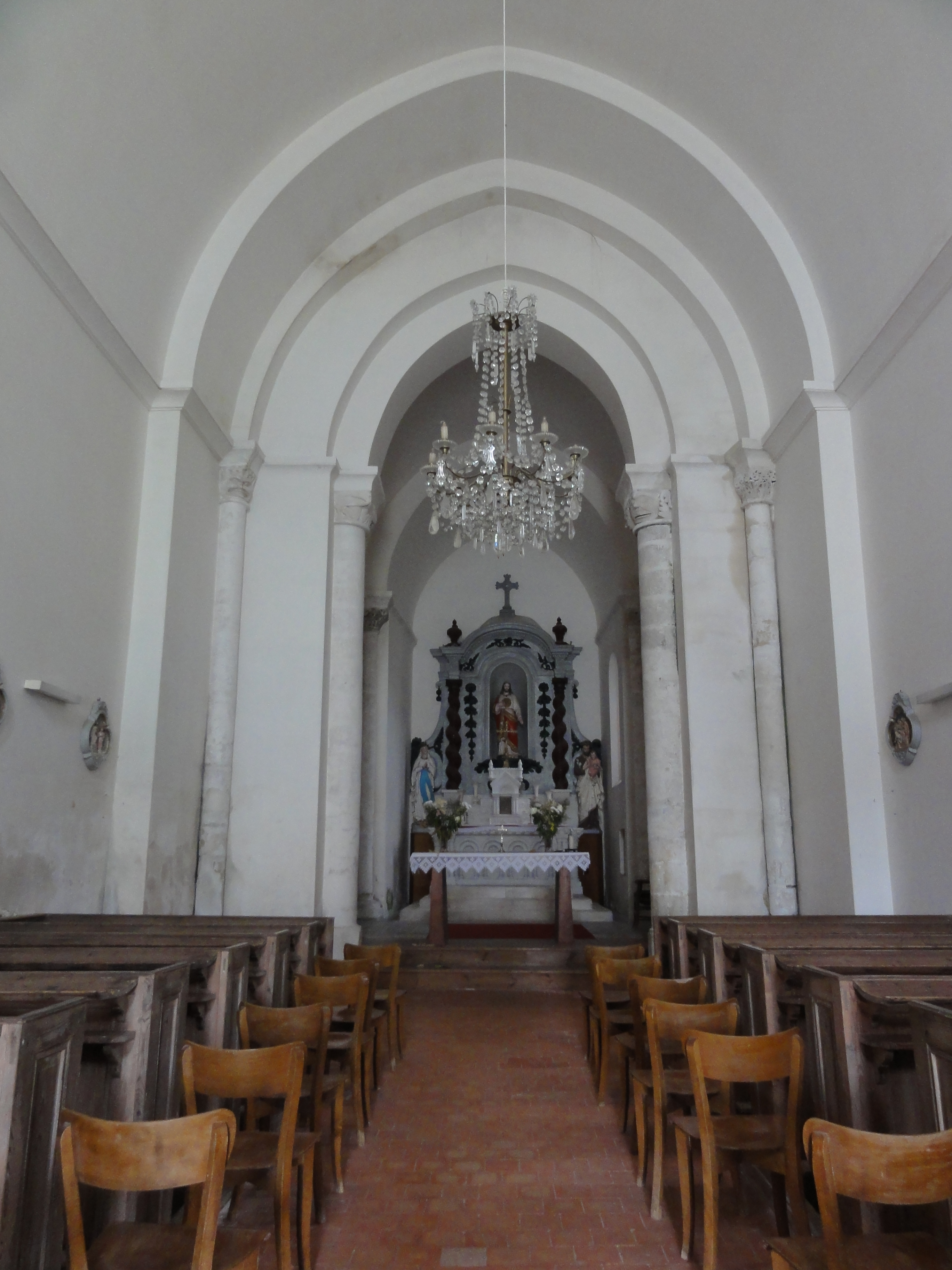
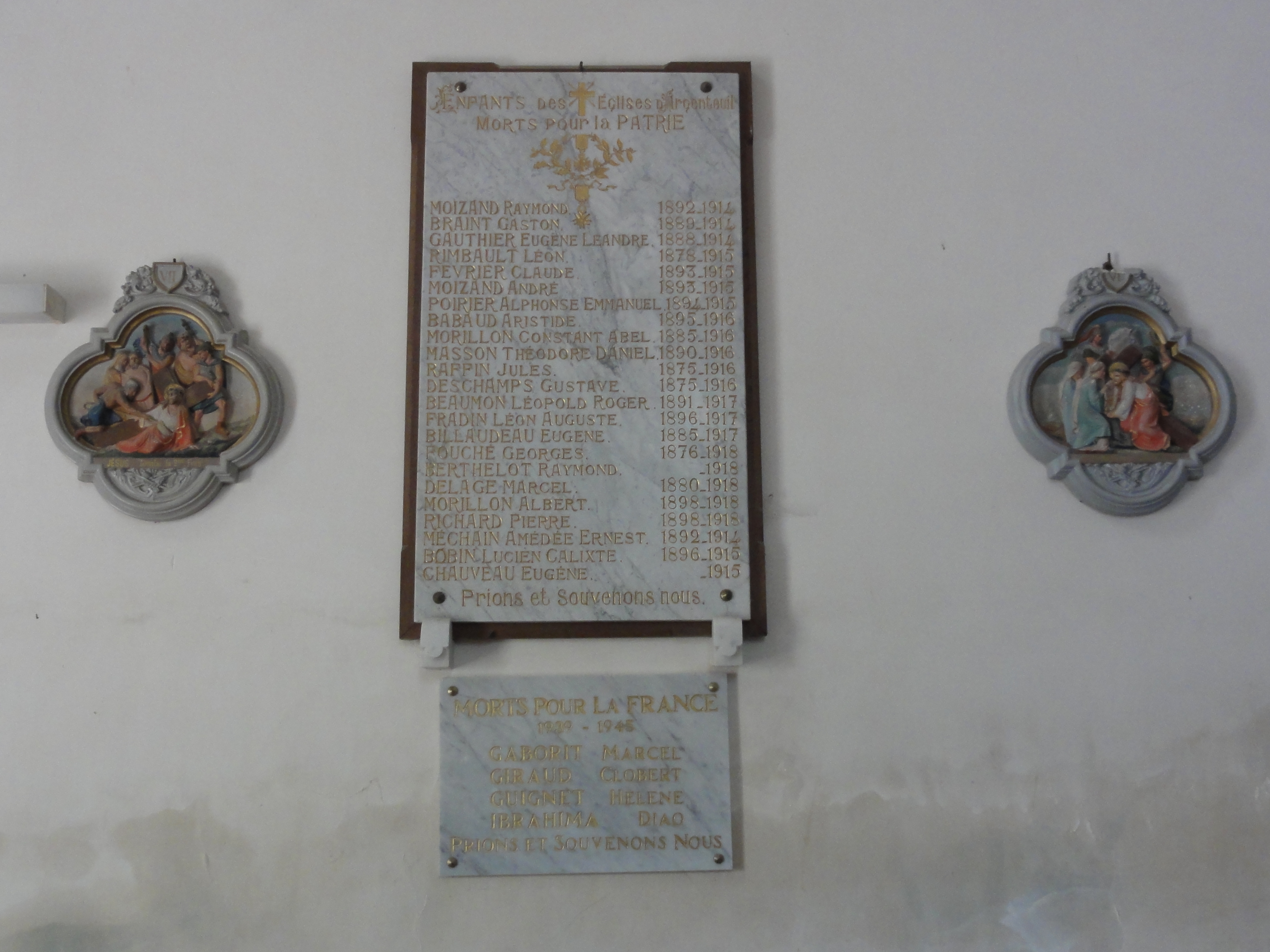